# Mã Hy Phạm
Mã Hy Phạm (giản thể: 马希范; phồn thể: 馬希范; bính âm: Mǎ Xīfàn) (899-30 tháng 5 năm 947), tên tự Bảo Quy (寶規), gọi theo thụy hiệu là Sở Văn Chiêu vương (楚文昭王), là quân chủ thứ ba của nước Sở thời Ngũ Đại Thập Quốc tại Trung Quốc.

## Thân thế
Mã Hy Phạm sinh năm 899, dưới triều đại của Đường Chiêu Tông, ông là tứ tử của quân phiệt Mã Ân. Đương thời, Mã Ân mới giành quyền kiểm soát Đàm châu, và chưa hoàn toàn kiểm soát được Vũ An- sau trở thành trấn trung tâm của nước Sở, song đang dần củng cố quyền lực. Mẹ của Mã Hy Phạm là Trần thị, bà là thiếp của Mã Ân. Huynh trưởng của Mã Hy Phạm là Mã Hy Chấn (馬希振) do chính thất sinh. (Trần thị về sau còn sinh Mã Hy Quảng, một trong số ít nhất 35 con trai của Mã Ân.) Mã Hy Phạm và thứ huynh là Mã Hy Thanh được ghi là sinh cùng ngày.

## Trước khi trị vì
Triều Đường bị triều Hậu Lương thay thế vào năm 907, Sở vương Mã Ân trở thành một chư hầu của Hậu Lương. Sang năm 909, tướng Ngô Chu Bản (周本) đánh bại và bắt giữ quân phiệt Nguy Toàn Phúng, thuộc hạ của Nguy Toàn Phúng là Cát châu thứ sử Bành Can (彭玕) chạy sang Sở quy phục Mã Ân. Mã Ân phong cho Bành Can làm Sâm châu thứ sử, và cho Mã Hy Phạm kết hôn với con của Bành Can.
Năm 923, Hậu Lương bị Hậu Đường chinh phục, Mã Ân quy phục Hậu Đường, cử Mã Hy Phạm đến kinh thành Lạc Dương cống nạp. Hậu Đường Trang Tông Lý Tồn Úc thấy Mã Hy Phạm nhanh nhẹn thông minh thì yêu mến, song vì muốn ly gián Mã Ân với mưu chủ Cao Úc (高郁) nên nói với Mã Hy Phạm rằng "Gần đây nghe thấy rằng Mã thị đang bị Cao Úc cướp đoạt, nay có người con trai như thế này thì Cao Úc sao có thể đạt được?" (Mã Ân không lay động, song Cao Úc bị Mã Hy Thanh sát hại vào năm 929.)
Quân chủ Kinh Nam Cao Quý Hưng nguyên cũng là chư hầu của Hậu Dường, song sang tháng 6 ÂL năm 928 lại quay sang chống Hậu Đường và quy phục Ngô. Hậu Đường Minh Tông Lý Tự Nguyên lệnh cho Mã Ân thảo phạt Cao Quý Hưng. Mã Ân khiển Hứa Đức Huân đem binh tiến công Kinh Nam, cho Mã Hy Phạm làm giám quân. Khi quân Sở đến Sa Đầu, họ giáp mặt với quân Kinh Nam. Cháu của Cao Quý Hưng là Vân Mãnh chỉ huy sứ Cao Tòng Tự (高從嗣) một mình cưỡi ngựa đến gần chỗ quân Sở khiêu chiến với Mã Hy Phạm. Tướng Sở là Quyết Thắng phó chỉ huy sứ Liệu Khuông Tề (廖匡齊) ra đấu và giết Cao Tòng Tự. Cao Quý Hưng sợ hãi thỉnh hòa, Hứa Đức Huân trở về.
Lúc này, các con của Mã Ân tranh đấu với nhau để giành quyền kế tập. Mã Hi Chấn là trưởng tử và do chính thất sinh, song Mã Ân cuối cùng lại chọn Mã Hy Thanh do sủng ái mẹ Viên đức phi của người này, Mã Hy Phạm và Trần phu nhân oán giận vì ông sinh cùng ngày với Mã Hy Thanh. Ngày Kỷ Tị (10) tháng 11 (2 tháng 12), Vương Ân qua đời, di mệnh chư tử phải truyền lại ngôi vị cho huynh đệ, còn để kiếm ở từ đường và nói ai làm trái mệnh thì hãy giết, Mã Hy Thanh kế vị.

## Trị vì

### Thời Hậu Đường
Ngày Tân Mão (11) tháng 7 năm Nhâm Thìn (15 tháng 8 năm 932), Mã Hy Thanh qua đời. Các đại thần, dẫn đầu là Lục quân sứ Viên Thuyên (袁詮) và Phan Ước (潘約) nghênh đón Trấn Nam tiết độ sứ Mã Hy Phạm ở Lãng châu để lập làm người kế nhiệm. Ngày Canh Thân (11) tháng 8 (13 tháng 9), Mã Hy Phạm đến Trường Sa, đến ngày Tân Dậu hôm sau thì tập vị. Ngày Nhâm Ngọ (3) tháng 9 (5 tháng 10), Hậu Đường Minh Tông bổ nhiệm Mã Hy Phạm giữ chức Vũ An tiết độ sứ, kiêm Thị trung. Đến ngày Ất Mão (9) tháng 2 năm Quý Tị (7 tháng 3 năm 933), Hậu Đường Trang Tông bổ nhiệm Mã Hy Phạm giữ chức Vũ An-Vũ Bình tiết độ sứ kiêm Trung thư lệnh.
Mã Hy Phạm sau khi tự vị thì bất lễ với Viên đức phi, nhiều lần khiển trách con của bà là Thân tòng đô chỉ huy sứ Mã Hy Vượng (馬希旺). Viên đức phi thỉnh thu lại chức quan của Mã Hy Vượng và để người này làm đạo sĩ. Mã Hy Phạm từ chối, song tước quân chức của Mã Hy Vượng, bắt đến ống ở nhà tre cửa cỏ, không cho phép tụ họp với huynh đệ. Sau khi Viên đức phi qua đời, Mã Hy Vượng cũng buồn rầu uất ức mà mất.
Ngày Nhâm Thìn (21) tháng 1 năm Giáp Ngọ (7 tháng 2 năm 934), Hậu Đường Mẫn Đế Lý Tòng Hậu phong tước Sở vương cho Mã Hy Phạm.
Tĩnh Giang tiết độ sứ-Đồng bình chương sự Mã Hy Cảo (馬希杲) do Hoa phu nhân sinh. Mã Hy Cảo là người thiện chính, tuy nhiên Giám quân Bùi Nhân Chiếu (裴仁照) vu cáo với Mã Hy Phạm rằng Mã Hy Cảo cố gắng thu phục lòng dân chúng. Điều này khiến cho Mã Hy Phạm nghi ngờ Mã Hy Cảo, đến tháng 4 ÂL năm Bính Thân (936), tướng Nam Hán Tôn Đức Uy (孫德威) xâm nhập hai châu Mông, Quế, Mã Hy Phạm mệnh đệ là Vũ An tiết độ phó sứ Mã Hy Quảng tạm quyền cai quản quân phủ sự tại Trường Sa, tự đem năm nghìn bộ binh và kị binh đến Quế châu. Mã Hy Cảo trở nên sợ hãi, Hoa phu nhân hẹn Mã Hy Phạm ở Toàn Nghĩa lĩnh, bà nói: "Hi Cảo quản lý vô trạng, khiến cho khấu nhung [tức quân Nam Hán] nhập cảnh làm phiền Điện hạ phải thân vượt hiểm trở, đó đều là tội của kẻ làm thiếp đây. Nguyện xin trừ bỏ phong ấp, đêm tối quét dọn cung đình, để chuộc tội cho Hy Cảo." Mã Hy Phạm đáp lại rằng: "Ta lâu ngày không thấy Hy Cảo, nghe thấy nó quản lý lạ kỳ, do đó đến để xem, không có gì khác." Quân Nam Hán rút đi, song Mã Hy Phạm chuyển Mã Hy Cảo làm tri Lãng châu.

### Thời Hậu Tấn
Năm 936-937, Thạch Kính Đường liên kết với Khiết Đan, lật đổ Hậu Đường Mạt Đế Lý Tòng Kha, và lập ra triều Hậu Tấn. Mã Hy Phạm tiếp tục là một chư hầu của Hậu Tấn.
Tháng chạp năm Đinh Dậu (khoảng tháng 1-2 năm 938), Hậu Tấn Cao Tổ Thạch Kính Đường trao thêm cho Mã Hy Phạm chức Giang Nam chư đạo đô thống, xử lý quân sự của Vũ Bình và Tính Giang.
Ngày Mậu Thân (7) tháng 5 năm Kỉ Hợi (28 tháng 5 năm 939), Hậu Tấn Cao Tổ ban thêm cho Mã Hy Phạm chức Thiên Sách thượng tướng quân — một chức tước từng do Đường Thái Tông và Mã Ân nắm giữ. Hậu Tấn Cao Tổ còn ban cho Mã Hy Phạm ấn, Mã Hy Phạm do vậy khai Thiên Sách phủ, đặt hiệu 'hộ quân đô úy', hay 'lĩnh quân tư mã' cho chư đệ và tướng; đồng thời cho 18 người làm học sĩ (giống như Đường Thái Tông xưa kia).
Tháng 8 ÂL năm đó, chư hầu của Hậu Thục là Khê châu thứ sử Bành Sĩ Sầu (彭士愁) dẫn một đội quân được thuật là hơn vạn người Man tiến công hai châu Thìn và Lễ của Sở. Bành Sĩ Sầu khiển sứ sang Hậu Thục cầu viện để tiến quân hơn nữa, Mạnh Sưởng thấy chiến dịch diễn ra quá xa nên không đồng ý. Ngày Tân Mùi (3) tháng 9 (18 tháng 10), Mã Hy Phạm mệnh Tả Tĩnh Giang chỉ huy sứ Lưu Kình (劉勍) và Quyết Thắng chỉ huy sứ Liệu Khuông Tề suất năm nghìn Hành Sơn binh tiến đánh Bành Sĩ Đầu. Sang tháng 11 ÂL, quân Sở thoạt đầu giành được thắng lợi, buộc Bành Sĩ Đầu phải bỏ Khê châu và chạy đến sơn trại. Tuy nhiên, trong cuộc bao vây các hang trên núi sau đó, Liệu Khuông Tề chiến tử. Khi Mã Hy Phạm khiển người đến viếng, mẹ của Liệu Khuông Tề không khóc và nói với sứ giả: "300 khẩu của Liệu thị ấm no là do Vương ban cho. Cả tộc phụng sự mà chết cũng chưa báo đủ huống chi là một đứa con trai. Mong Vương không phải vì thế mà nghĩ ngợi." Mã Hy Phạm cho rằng mẹ của Liệu Khuông Tề là người có đức hạnh, cấp giúp nhiều cho gia tộc của bà. Tháng giêng năm Canh Tý (940), Bành Sĩ Sầu đem ấn ba châu Khê, Cẩm, Tưởng thỉnh hàng Sở. Mã Hy Phạm dời trị sở của Khê châu đến nơi thuận tiện, cho Bành Sĩ Sầu làm Khê châu thứ sử và cho Lưu Kình làm Cẩm châu thứ sử. Theo như ghi chép, từ lúc đó các nhóm người Man trong khu vực phục tòng Sở. Mã Hy Phạm tự tuyên bố là hậu duệ của Phục Ba tướng quân Mã Viện, dùng 5000 cân đồng để đúc trụ cao một trượng hai xích, cắm sâu 6 xích dưới lòng đất, khắc lời thề lên trên, dựng tại Khê châu.
Cùng năm 939, tướng Nam Hán là Triệu Quang Duệ chỉ ra rằng Nam Hán (đời vua Nam Hán Cao Tổ) và Sở chưa gửi sứ giả qua lại từ sau khi Mã hoàng hậu qua đời, và hai nước là thân lân cựu hảo, không thể để mất; tiến cử Gián nghị đại phu Lý Thư (李紓) làm sứ giả. Lưu Cung đồng ý, và sau khi Lý Thư đến Sở, vua Sở là Mã Hy Phạm cũng khiển sứ sang Nam Hán, tái lập quan hệ giữa hai nước.
Tháng 10 ÂL năm 939, Thuận Hiền phu nhân Bành thị qua đời, bà được mô tả là có dung mạo xấu xí song biết cách trị gia; Mã Hy Phạm cũng phải kiêng sợ. Sau khi bà qua đời, Mã Hy Phạm bắt đầu buông thả trong thanh sắc, thường uống rượu vào đêm. Ông còn sát hại một thương nhân để chiếm đoạt thê của người này, song người phụ nữ này tự sát chứ không chịu nhục.
Hè năm 941, Sơn Nam Đông đạo tiết độ sứ An Tòng Tiến (安從進) của Hậu Tấn phản lại triều đình. Hậu Tấn Cao Tổ cho Cao Hành Chu (高從誨) đem quân đi thảo phạt An Tòng Tiến, ban chiếu yêu cầu Sở và Kinh Nam trợ giúp. Mã Hy Phạm khiển Thiên Sách đô quân sứ Trương Thiếu Địch (張少敵) đem 150 chiến hạm vào Hán giang trợ giúp Cao Hành Chu, ngoài ra còn vận lương tặng cho quân Hậu Tấn, quân chủ Kinh Nam là Cao Tòng Hối cũng tuân theo.
Cùng năm 941, vua Nam Hán Cao Tổ (Lưu Cung) khiển sứ đến triều đình nhà Hậu Tấn ở Trung Nguyên, đề nghị cùng chiếm Sở (đời vua Mã Hy Phạm) rồi chia nhau lãnh thổ, song Hoàng đế Trung Nguyên là Thạch Kính Đường từ chối.
Tháng 10 năm Nhâm Dần (942), Mã Hy Phạm cho dựng Thiên Sách phủ to lớn, ngưỡng cửa đều được trang trí bằng vàng ngọc, bức vách dùng vài chục vạn cân đan sa. Vào mùa xuân và hè thì trải chiếu trúc, đến mùa thu và mùa đông thì dùng mộc miên làm thảm. Sở được mô tả là một nước giàu có với nhiều vàng bạc và trà, còn Mã Hy Phạm được chép là quá đỗi xa xỉ, chẳng hạn như trang trí thương dài giáo lớn bằng vàng khiến chúng chỉ có thể cầm được mà không dùng được. Sang năm sau, ông cho xây dựng Cửu Long điện (九龍殿), khắc tượng tám con rồng bằng gỗ trầm hương (con rồng thứ chín là bản thân ông), dùng vàng và đồ quý dùng để trang trí, dài hơn mười trượng. Để trang trải chi phí cho chúng, ông đánh thuế nặng, và còn bán cả chức quan lấy tiền, phú thương là đối tượng mua nhiều. Người dân Sở khi phạm tội, người giàu thì thu tiền, người khỏe thì làm binh, chỉ có người nghèo yếu là phải thụ hình. Ông còn đặt hàm (hòm thư), khiến dân bới móc tố cáo nặc danh lẫn nhau, khiến nhiều gia tộc bị diệt trừ. Khi Thiên Sách học sĩ Thác Bạt Hằng (拓拔恆) thượng thư khuyến gián, ông hết sức tức giận, Thác Bạt Hằng do vậy than thở rằng: "Vương quá ham muốn mà lại ương bướng không nghe lời khuyến gián, ta thấy nghìn khẩu nhà ấy sẽ lang bạt không lâu nữa." Nghe được lời của Thác Bạt Hằng, Mã Hy Phạm càng thêm tức giận, suốt đời không gặp người này nữa.
Năm 945, Mã Hy Phạm lại nghi ngờ Mã Hy Phạm cố gắng thu thập nhân tâm ở Lãng châu, do vậy ông cử người dò xét. Mã Hy Cảo sợ hãi, xưng rằng bị bệnh xin được về Trường Sa. Mã Hy Phạm từ chối và khiển thầy thuốc đến trị bệnh, thừa cơ độc sát Mã Hy Cảo.
Biết rằng hoàng đế đương thời của Hậu Tấn là Thạch Trọng Quý thích xa xỉ phẩm, Mã Hy Phạm nhiều lần dâng vật quý, xin được phong chức Đô nguyên soái. Ngày Giáp Thìn (17) tháng 9 năm Bính Ngọ (14 tháng 10 năm 946), Thạch Trọng Quý bổ nhiệm Mã Hy Phạm làm Chư đạo binh mã đô nguyên soái.

### Sau khi Hậu Tấn sụp đổ
Năm 946, Hoàng đế Khiết Đan Da Luật Đức Quang tiến công Hậu Tấn, tiêu diệt triều đại này vào tháng 1 năm 947 (tháng 12 năm Bính Ngọ). Da Luật Đức Quang tiến vào kinh thành Khai Phong và tuyên bố là hoàng đế của Trung Quốc, tức Liêu Thái Tông. Liêu Thái Tông khiển sứ giả đến Sở, ban cho Mã Hy Phạm tước Thượng phụ, Mã Hy Phạm rất hài lòng. (Tuy nhiên, Liêu Thái Tông không lâu sau phải triệt thoái về bắc do sự kháng cự của người Hán; cựu tướng Hậu Tấn là Lưu Tri Viễn xưng đế và lập ra triều Hậu Hán, song các tin tức này chưa từng truyền đến Mã Hy Phạm.)
Mã Hy Phạm hết sức tin tưởng mẫu đệ Mã Hy Quảng, bổ nhiệm người này làm Vũ An tiết độ phó sứ, Thiên Sách phủ đô úy, Trấn Nam tiết độ sứ, cho quản lý công việc của quân phủ. Đêm ngày Nhâm Thìn (8) tháng 5 năm Đinh Mùi (30 tháng 5 năm 947), Mã Hy Phạm qua đời. Tướng tá của Sở thảo luận về việc chọn người kế vị, đa số ủng hộ Mã Hy Quảng dù Vũ Bình tiết độ sứ- tri Vĩnh châu sự Mã Hy Ngạc là người lớn tuổi nhất trong số các huynh đệ khi đó. Mã Hy Quảng do vậy được tuyên bố là quân chủ mới, cuối cùng dẫn đến một cuộc nội chiến giữa Mã Hy Quảng và Mã Hy Ngạc khiến quốc gia suy sụp.